# رضا حجتی
رضا حجتی سیاست‌مدار ایرانی بود، که در دوره بیست و چهارم مجلس شورای ملی، به‌عنوان نماینده شوش از استان خوزستان در مجلس شورای ملی حضور داشت.